# スチーフンイワサザイ
スチーフンイワサザイ (Xenicus lyalli ) は、夜行性・非飛翔性・昆虫食のスズメ目鳥類でニュージーランド固有のイワサザイ科に属している。恐らくは移入されたネコによって1900年頃絶滅した。
スチーフンイワサザイは『たった一匹の生物（灯台守が持ち込んだティブルスという名のネコ）によって絶滅させられた、知られている限りで唯一の絶滅種』という伝説によって長らく記憶されていた。しかしながらそれは現在では間違いであることがわかっている。そのネコが殺した鳥がこの鳥の最後の個体群の1つだったことは事実だが、さらにいくつかの標本がその後数年にわたって得られており、その頃にはこの島には多数の野猫が住み着いていた。

## 名称
英名はその生息地の "Stephens Island" に由来する。和名においては、当時判明していた全世界の鳥類に和名を付けた力作であることで有名な山階芳麿の『世界鳥類和名辞典』においてスチーフンイワサザイとされているため、この項ではそれを引用している。しかし、"Stephens" の実際の発音は [stíːvnz] であり、日本語でもスチーフンという音写は非常に例外的な物であることからスチーブンイワサザイ、スティーブンイワサザイなどのように記述されることが多い。また、これらとは別系統の和名としてハシナガヤブサザイという和名で呼ばれることもある。
種小名lyalli はこの鳥を学者の元に送った灯台守助手のデイヴィッド・ライアル (David Lyall) に献名されたものである。原記載ではこの鳥は、ライアルから多数の標本を入手した剥製師で古美術商のヘンリー・トラヴァース (Henry H. Travers) に献されたTraversia という属名で記載されていたが、現在ではXenicus 属に属すると考えられている。

## 分類
Xenicus 属の英名はNew Zealand wrenとなっているが、実際には "wren" すなわちミソサザイの仲間ではなく、外見が似ているだけでスズメ目全体の中でも初期に分化した系統であるイワサザイ科に属している。
知られているものが少数（5種程度）しかない非飛翔性スズメ目鳥類の中で、スチーフンイワサザイは最もよく知られたものである。それらは全て島嶼棲で、かつ全て絶滅している。この鳥以外の物は、Xenicus 属の近縁やテネリフェ島にいたホオジロ類 (Emberiza alcoveri ) であり、皆先史時代に絶滅した事が近年になって発見された物である。さらに、最近絶滅した別のイワサザイ科鳥類であるヤブサザイ (Xenicus longipes ) はほとんど非飛翔性であった。

## 生息地と分布

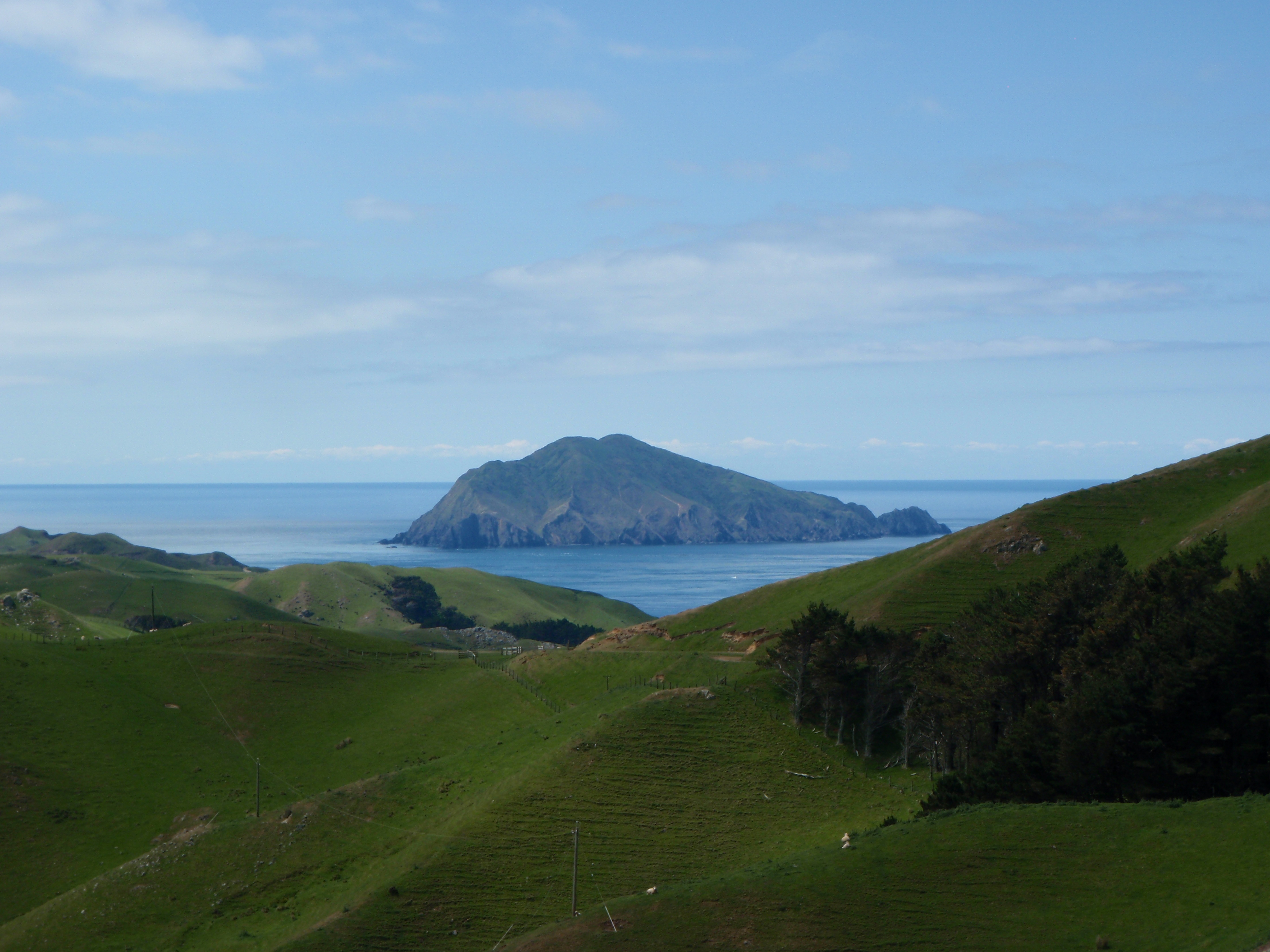
ダーヴィル島 (D'Urville Island) から見えるスティーヴンズ島

歴史の上ではこの鳥はニュージーランドの北島と南島の間に位置するスティーヴンズ島でしか発見されていない。しかし先史時代、マオリの到達以前にはニュージーランド全域に広がっていた。他の地域での消滅はマオリによって持ち込まれたナンヨウネズミの捕食によるものだと考えられている。飛べない鳥が本土から3.2 km 離れた島に生存するのは、同じく海を渡れない（海水にさらされると死んでしまう）ハミルトンムカシガエル (Leiopelma hamiltoni ) の存在とともに一見不思議なように思える。しかし、スティーヴンズ島は海水面が低下していた最終氷期の間、本土とは地続きだった。

## 絶滅
この種の絶滅に関して一般的に事実とみなされている事の多くは間違いか誤解であり、Rothschild (1905) の中で「たった一匹のネコが全ての鳥を殺した」と記されたことから始まっている。Galbreath & Brown (2004) と Medway (2004) の研究によって、この鳥の真の（そして研究者に知られてからの短い）歴史の大部分が明らかになった。
- 1879年
  - 6月初め？：灯台建設予定地への小道が整備され、この島での人間の活動が始まる。
- 1881年
  - 2月22日：海軍技師のジョン R. ブラッキト (John R. Blackett) が建設予定地を調査する。
- 1891年
  - 4月：灯台建設の準備が始まり、木製軌道と船着き場が作られる。
- 1892年
  - 4月：灯台と付随農園のための開墾が始まる（その後、3人の灯台守とその家族、計17人がこの島に移住してくることとなる）。この種の最初の報告は建設労働者の F. W. イングラム (F. W. Ingram)によるこの島の鳥についての覚え書きで、「2種のミソサザイ」と言及されている。（もう1種はおそらくミドリイワサザイ）
- 1894年
  - 1月29日：灯台が稼動し始める
  - 2月17-20日？：おそらくこの頃にネコが島に運び込まれた。確かなことは、この年初めのいつ頃かに、島に持ち込まれた妊娠中のネコが1匹脱走している点である。
  - 6月？：1匹のネコ（おそらくはペットとして持ち込まれた若い動物の1匹。"ティブルス"という名前はどうやら憶測の域を出ないらしい。また、ライアルの飼い猫でもなかったとされている）が、灯台守の住居に小鳥の死骸を持って来始める。博物学に興味を持っていたライアルは、その死骸の一つをウォルター・ブラー (Walter Buller) に見てもらうように、政府の蒸気船ヒネモアの2等機関士A. W. ビートゥン (A. W. Bethune) に託す。

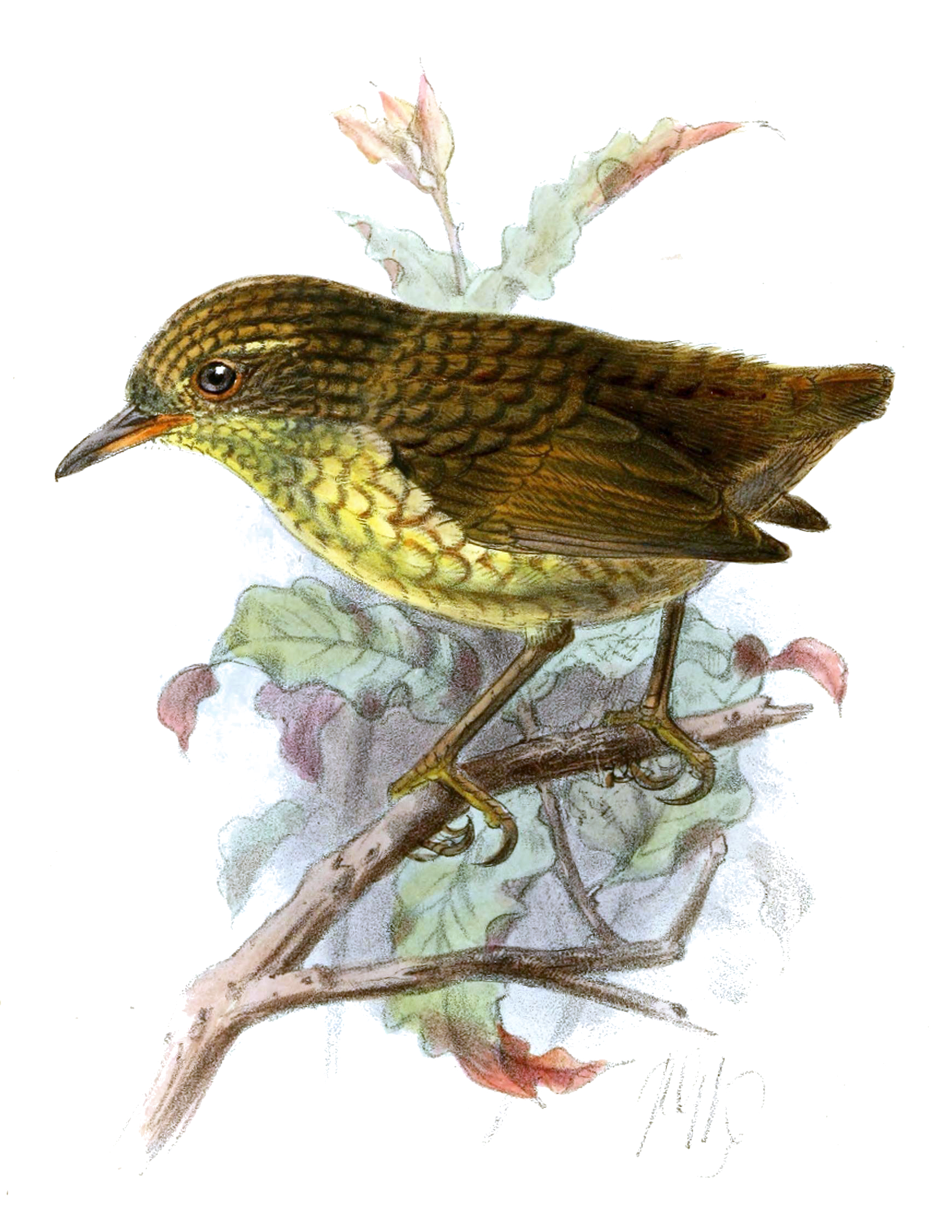
Keulemansによるリトグラフ（手彩色）。Ibis （1895年）より。

- - 7月25日以前？：標本がブラーの元に届く。ブラーはすぐにそれが新種だと判断し、英国鳥類学会雑誌 "Ibis" に発表するために科学的記載を書き始める。ビートゥンはブラーに標本を貸し、それをロンドンへ送り高名なオランダ人鳥類画家である John Gerrard Keulemans に記載に添えるリトグラフを描いてもらえるようにした。
  - 冬から初春にかけて（南半球）：ライアルはさらにいくつかの標本を発見した。彼はブラーに2標本について伝え（ただし送付はしなかった）、9標本をトラヴァースに売却した。
  - 10月9日：この鳥の経済的価値を悟ったトラヴァースはブラーに横やりを入れ、より金持ちであり、より高い値段での売却が見込めるウォルター・ロスチャイルドに提供を申し出、さらに「遠からず“ミソサザイ”は全ていなくなるでしょう」と書き添えることによってロスチャイルドの嗜好心を煽った。ロスチャイルドはトラヴァースの9標本を手に入れた。
  - 10月11-12日：エドワード・ルーキンズ (Edward Lukins) がスティーヴンズ島の鳥類リストを制作した。彼は明らかにイワサザイ科の種を混同していた。
  - 12月19日：ロスチャイルドは学名を Traversia lyalli として急いでこの鳥の記載を用意し、その記載は英国鳥類学クラブ (British Ornithologists' Club) の会合でロスチャイルドの博物館のキュレーターでもあったエルンスト・ハータート (Ernst Hartert) によって読み上げられた。クラブの会長で "Ibis" の編集者でもあったフィリップ・スクレーターはブラーが論文を準備中であることを知っていたため、ハータートにこの件は問題であると詰問したが、ハータートはロスチャイルドの同意が無い限り記載論文を撤回することはできないと主張した。
  - 12月29日：ロスチャイルドの記載が英国鳥類学クラブ会報 (Bulletin of the British Ornithologists' Club) に掲載された。
- 1895年
  - 1月24日：トラヴァースは完全な内臓を備えたアルコール液浸標本を5ポンド（2002年の価値に換算して415ポンド）で売却を申し出た。ロスチャイルドは同意したようだが、標本は受け取れなかった。
  - 2月4-9日：トラヴァースと3人の助手が島を捜索したが、この鳥は見つからなかった。
  - 2月11日以前？：ライアルがブラーにこう書き送っている「…ネコたちは野生化し、全ての鳥たちに悲しむべき大破壊をひきおこしています」
  - 3月7日：トラヴァースはロスチャイルドにこの鳥の習性についての情報をいくつか提供した。彼の知る限り、この鳥の生体は2回しか観察されていなかった。トラヴァースは、死にかけのところをネコに持ち込まれ既にアルコール保存されている標本を入手することしかできなかった。
  - 3月16日：クライストチャーチの新聞 "The Press" が社説に書いた。
  - 「この鳥がもはや島で見られないという明確な証拠があり、他のどこにも存在しないということが知られているのならば、これは完全に絶滅してしまったに違いない。これはおそらく絶滅への道程としては記録的なものだ」
  - 4月：この鳥の学名をXenicus insularis としたブラーの記載論文が "Ibis" に掲載された。この名は直ちに新参異名として降格された。同じ号にロスチャイルドの記載論文が、この鳥の外見上の非飛翔性についての追加論評とともに再掲された。この鳥の記載に関する競争は二人の人間の間に敵愾心の火花を散らし、ブラーはロスチャイルドが彼を出し抜いたことを決して許さなかった。詳細と引用はFuller (2000)を参照のこと。
  - 8月：ニュージーランド王立協会ウェリントン支部への論文において、ブラーは彼が最近調査したメスの標本について言及している。彼は後にその標本を購入した。
  - 11月28日：トラヴァースはライアルが冬の間新たな標本をみつけられなかった事、この鳥が絶滅したと考えている事をハータートに伝えた。彼は2標本をそれぞれ50ポンド（2002年の価値に換算しておよそ4200ポンド。参考：1895年当時の灯台守の平均的給料が年間140ポンド）で売却を申し出た。
  - 12月：トラヴァースは再度この鳥の探索を試みたが結果は同じだった。
- 1896年
  - 5月13日：トラヴァースはそれまでの言い値では高すぎて買い手がつかないために、標本の値段を1つ12ポンド（2002年で1000ポンド）にした。
  - 6月：ライアルは別の灯台の担当となり、スティーヴンズ島を離れる。
  - 12月31日〜1月7日またはそれ以上：Hugo H. Schauinsland はスティーヴンズ島で鳥類を採集していたが、多くは見つからず、“ミソサザイ”は一羽もいなかった。1月7日には、彼の滞在中に得られた唯一の現地産ニュージーランドツグミ (Turnagra capensis) 標本を得た。これはこの種の最後の記録となった。
- 1897年
  - 7月31日：主席灯台守のパトリック・ヘネガン (Patrick Henaghan) が「島中を走り回っている大量のネコ」を駆逐するためにショットガンと弾薬を当局に要求。
- 1898年
  - 9月5日：トラヴァースはジェイムズ・ヘクター (James Hector) にもう一つ標本を用意できると書き送っている。この日までのいずれかの時に、彼はブラーにヘンリー・ベーカー・トリストラム (Henry Baker Tristram) 宛の1標本を売却しており、2標本所持していると主張していた。
  - 12月27日：トラヴァースはヘクターにスティーヴンズ島は「いまやネコであふれている」と書いている。
- 1899年
  - 8月1日：新任の主席灯台守のロバート・キャスカート (Robert Cathcart) は1898年11月24日の到着以来、100匹以上の野猫を撃った。
- 1901年
  - トラヴァースは「自分のスチーフンイワサザイ標本」を政府に35ポンド（2002年で2700ポンド）で売却することを持ちかけた。これは購入され、他の皮革標本とともにColonial Museumに所蔵されたらしい。このコレクションは1904年まで検査されず、そのときまでに全体の五分の一が虫害のために廃棄された。購入申し出以降この標本の記録は残されていないが、最終的な販売価格はそれがColonial Museumの所蔵標本の中に存在したことを示唆している。
- 1905年
  - トラヴァースは1標本をオタゴ博物館 (Otago Museum) に売却
  - ブラーは自分の補遺を出版し、その中では自分が命名したXenicus insularis という学名を用いていた。さらに彼は "The Press" の匿名投稿を引用している。
  - 「そして、固有鳥類の興味深い標本が知られているかまたはその存在が推測できる離島に灯台守を送る際、たとえ供給されるネズミ取りの費用がどれだけのものになろうとも彼らはネコを一匹たりとも連れて行くことは許されないのだと当局が理解していたならば、事態はもう少しマシなものになっていただろうと私たちは確信している」
- 1907年
  - ロスチャイルドは自著 "Extinct Birds" を刊行した。驚いたことに（両者の社会的地位を考えればなおさら）彼は「死者を悪く言わない」という不文律を破り、その本の中には前年に死んだブラーへの辛辣な攻撃が多数含まれていた。
  - 1895年8月のブラーの注釈における結論と考察では、この種は1895年の冬に野猫によって絶滅させられたと考えられるとしている。1894年2月というネコ移入の日付が正しい（その年の冬にはネコたちがいたのは確実である）とすると、1895年の冬にはその島で生まれた第二世代のネコがスチーフンイワサザイを理想的な獲物とするまでに成長していただろう。生息地の破壊や、ときおり付け加えられる鳥類消失の原因は、一見重大なものには見えない。1898年にはこの島は深い森に覆われていたと記録されており、灯台と関連施設を離れたところでは生息地への干渉はほとんど存在し無かった。生息地の大規模な破壊は1903年遅くになって始まり、それまでにスチーフンイワサザイは疑いなく絶滅していた。
- 1925年
  - 島の最後のネコが駆除された。

## 標本

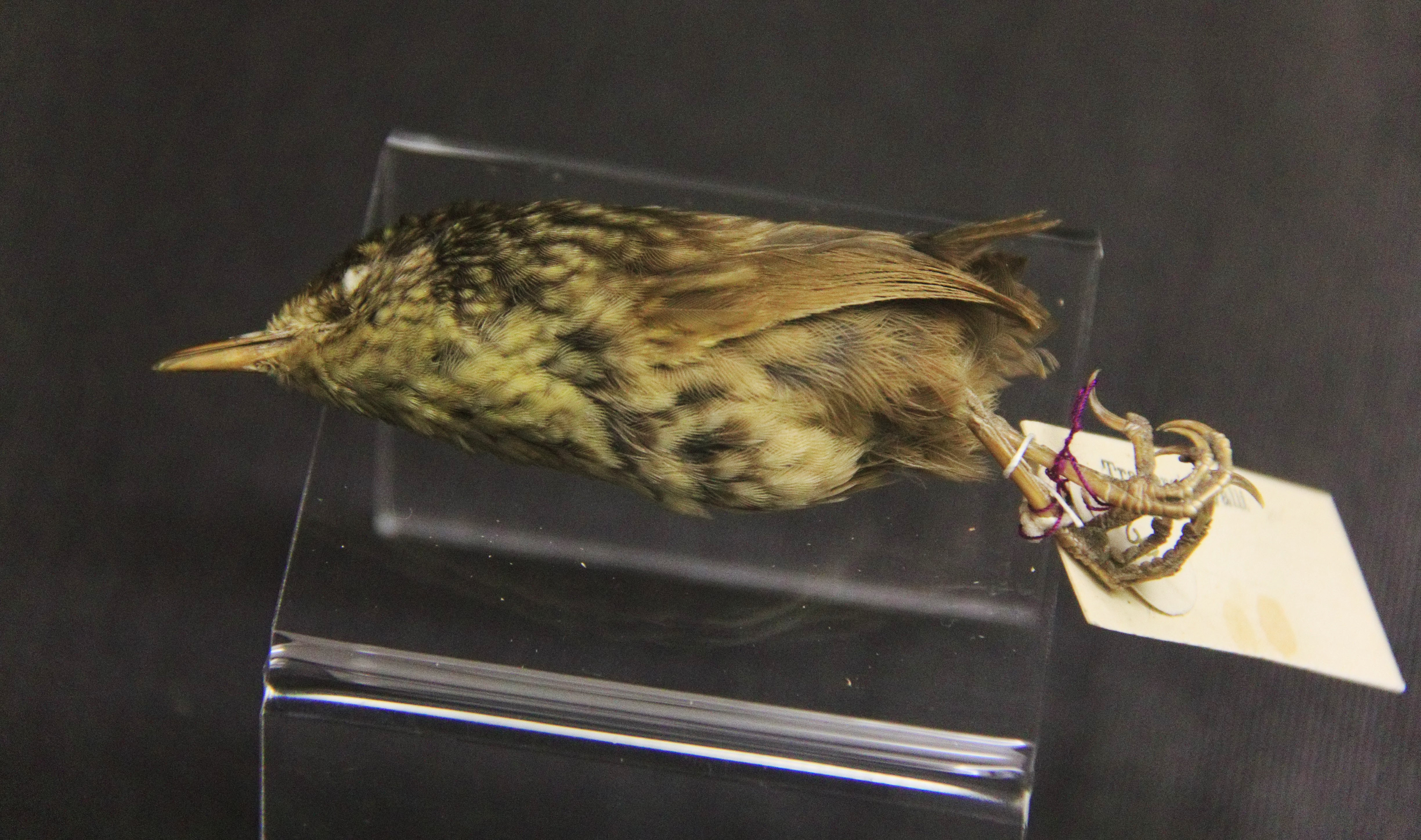
カーネギー自然史博物館標本

全部で15標本が知られている（先史時代の骨格はのぞく）。加えて、不確実だがさらに1標本の存在が示唆されている。
- ロスチャイルド標本：全て1894年の7月から10月の間に採集されたもの。
  - ロンドン自然史博物館（ロンドン）：3標本 (NHM 1895.10.17.13; 1939.12.9.76; 1939.12.9.77)
  - アメリカ自然史博物館（ニューヨーク）：4標本 (AMNH AM 554502; AM 554503; AM 554504; AM 554505)
  - 自然科学アカデミー（フィラデルフィア）：1標本 (ANSP 108,631)
  - ハーバード比較動物学博物館（マサチューセッツ州ケンブリッジ）：1標本 (MCZ 249,400)

- ブラー標本：1894年から1899年にかけての頃に採集。
  - カーネギー自然史博物館（ピッツバーグ）：1標本 (CMNH 24639)。メス・1894年とブラー自筆によりラベルが記載されている。日付の食い違いを別にすれば、これは1895年8月にブラーが言及していたものである可能性があり、おそらく標本自体はブラーが調査する数ヶ月前に採集された。あるいはまた、Rothschild (1907)で述べられているように、ブラーが持っていた（彼は当初それがメスであると考えていた）ビートゥンの鳥の可能性もある。DNA解析は鳥類の性別を明らかにするぐらいなら可能かもしれない。
  - カンタベリー博物館（クライストチャーチ）：(AV917 ; AV918) 1899年の日付がうたれたブラーの息子のコレクションからの対の標本である。この標本は1896年から1899年の間に得られたが、その日付より以前に採集されたと思われる。

- World Museum（リヴァプール）：1標本 (B 18.10.98.10)。ブラーによってトラヴァースからトリストラムのために購入されたもので、恐らくは1896年後半（しかしもう少し早く採集されている可能性もある）。1898年10月に博物館に売却された。

- ニュージーランド国立博物館テ・パパ・トンガレワ（ウェリントン）：1標本 (OR.005098)[16]。データなしの剥製標本。1901年に売却されたトラヴァースの標本かまたは別の物か。この写真にはテ・パパ標本ともう一つの標本が写っている。おそらくオタゴ博物館標本かと思われるが詳細は不明である。

- オタゴ博物館（ダニーデン）：1標本。しかし、標本番号は2つ存在する (AV739 ; AV7577)。これは1905年に購入された一つの標本に2回番号をつけてしまったのか、それとも1標本が紛失したのか、明らかになっていない。

- 詳細不明：全て1894年か1895年初めに採集
  - ビートゥンの標本：ブラーに記載のため貸し出され、その後おそらく返却された。もしそうならば、その標本は1895年から1897年の間にいまはテ・パパの一部となったColonial Museumに所蔵されたか、そうでないならば次に述べられているメス標本がそれかもしれない．
  - 1895年8月にブラーが言及していたメスの標本、またはそのどちらも（両方ともカーネギー自然史博物館標本でないのなら）別の物である可能性もある．
  - ライアルの最初の3標本のうち2標本（1つはビートゥンに渡した）の経過が不明のままである。それらはロスチャイルドの9標本に含まれているかもしれないし、ブラーの3標本にあるかもしれない。それらは1895年2月初めの時点ではブラーの所有になっていなかった。
  - 1895年1月に触れられているトラヴァースの「失われた」標本。この標本が本当に失われたのかは定かではない。それは1895年11月に言及されたアルコール標本だったかもしれない。また、トラヴァースは単にこの鳥が絶滅して値がはね上がったときのためにわざと存在を隠していたのかもしれない。

## 保全状況
EXTINCT (IUCN Red List Ver. 3.1 (2001))